# Pere Jorba
Pere Jorba, OSB, spanisch auch Pedro Jorba, (* 1617 in Terrassa; † 1647 im Kloster Montserrat) war ein katalanischer Organist und ein wichtiger Vertreter der Orgelschule von Montserrat.
Jorba besuchte von 1627 bis 1635 zusammen mit Joan Cererols die Escola de Montserrat. Hier war er einer der besten Schüler von Joan March. 1635 trat Jorba in den Benediktinerorden ein.